# Los Salieris de Charly
Los Salieris de Charly es una canción y sencillo del álbum de estudio Mensajes del alma, compuesto e interpretado por el cantautor argentino León Gieco. El álbum fue lanzado en diciembre de 1992 y producido por Daniel Goldberg.
La canción está dedicada al músico Charly García. El título alude a la falsa idea histórica de que el compositor italiano Antonio Salieri le robase composiciones a Wolfgang Amadeus Mozart. Desde esta óptica, Gieco sostiene que todos los artistas que se han influenciado de García, lo han plagiado de alguna manera.
A diferencia de otras canciones de Gieco, esta canción es un curioso de rap, que es en sí, una crítica descarada a la idiosincrasia de la moderna y típica sociedad argentina, con una letra bastante sarcástica y desafiante. Además es como una carta de presentación de los clásicos artistas revolucionarios. La canción resultó ser todo un éxito para la época en países como Argentina y Chile.
El videoclip muestra a Gieco cantando en una habitación con imágenes retrospectivas suyas con músicos con los que ha colaborado a lo largo de su carrera, como: Gustavo Santaolalla, Mercedes Sosa, David Byrne, Ivan Lins y de sus giras nacionales e internacionales.
En 2021 se utilizó, como el tema de la campaña electoral para la segunda vuelta de la elección presidencial de Chile del entonces candidato Gabriel Boric.